# 和歌山市立有吉佐和子記念館

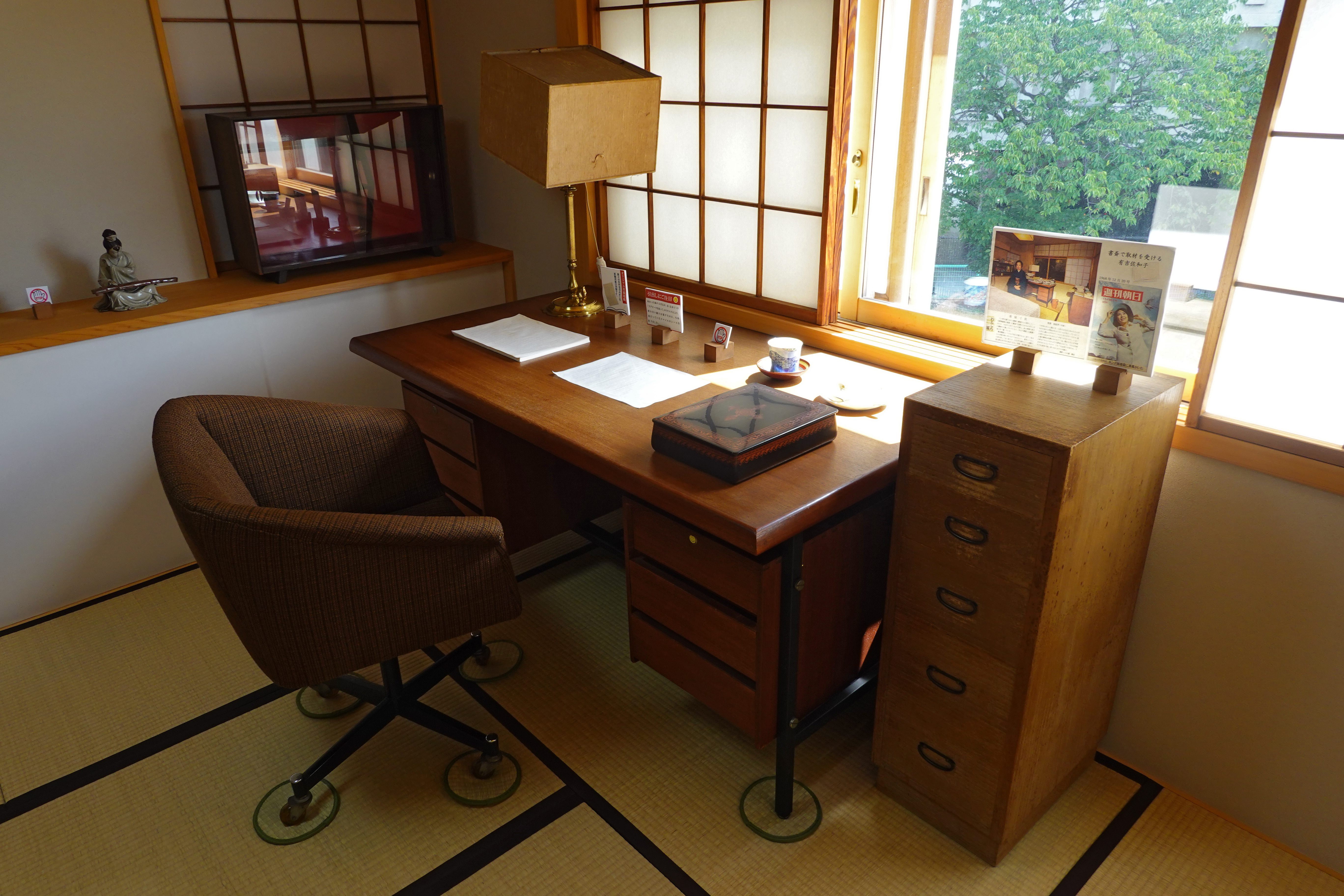
2F書斎

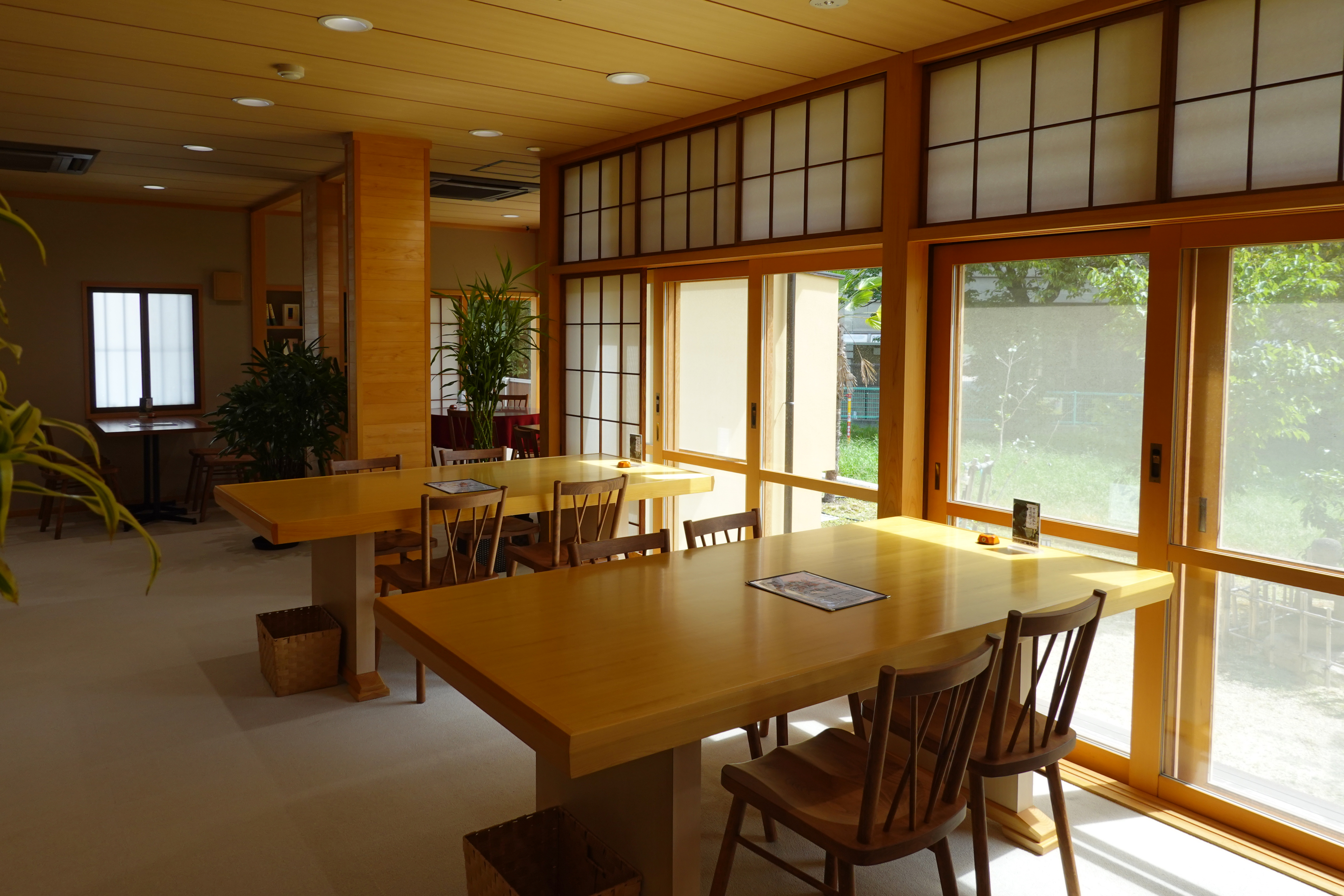
1Fレストラン

和歌山市立有吉佐和子記念館（わかやましりつありよしさわこきねんかん）は、和歌山市出身の作家である有吉佐和子の東京都杉並区の自宅を復元した記念館。
作家の資料を展示して有吉の業績を顕彰し、市民の文化振興に資することを目的としている。
有吉は和歌山市真砂丁（現吹上１丁目）に生まれ、父の転勤に伴いインドネシアに移住。1945年、和歌山に疎開し県立和歌山高等女学校に通った。館内には有吉の作品を執筆した寝室兼書斎や茶道、三味線、鼓を学び、たしなんだ和室などを再現する他、作品を紹介し有吉の生き方や魅力を感じることができる展示室などを整備している。2022年6月5日に開館。

## 施設
- 1F - 展示室、カフェスペース、庭
- 2F - 茶室、書斎

## 所在地
- 和歌山県和歌山市伝法橋南ノ丁9番地

## 開館時間
- 午前9時から午後5時まで。
- 休館日 - 水曜日(祝日の場合は翌日)、年末年始（12月30日～1月3日）
- 入館料 - 無料
- 駐車場 - 8台

## 交通アクセス
- 南海本線 和歌山市駅から徒歩5分
- JR和歌山駅から
  - 2番のりばより和歌山バスに乗車し、南海和歌山市駅停留所下車、徒歩5分

## 館長
- 初代：恩田雅和（2022年～

## 近在の施設
- 和歌山城
- 和歌山城ホール
- 和歌山市立こども科学館